# Apóstoles del Rap
Apóstoles del Rap es un dúo de música urbana cristiana compuesto por Chris y Johnny "El arquitecto del Track", rapero y productor respectivamente, quienes se dieron a conocer en 2013 en el programa producido por Univision, "Lo que más quieres", ganando la oportunidad de grabar con Vico C y Noel Schajris.
Desde ese momento, se han mantenido lanzando sencillos y realizando colaboraciones con artistas como «Trapstorno (Versión México)», «La Praxis (No apta para religiosos)», «Mensaje a [R]esidente», «Con Cristo es mejor», «Cara a cara», entre otras.

## Biografía
Chris es conferencista y predicador de la Iglesia Casa de vida. Expresó que comenzó a rapear a la edad de 16 años. Por su parte, Juan, se unió a Cris como beatmaker, donde afianzaron una gran amistad. Daniel Melosic fue miembro de Los Apóstoles del Rap como voz melódica, participando junto a Chris en el programa Lo que más quieres.

## Carrera musical
El dúo comenzó su carrera participando en el programa de Univision llamado "Lo que más quieres", siendo Johnny Herrera el productor de los beats y Christopher Jiménez el intérprete del rap. Al haber sido ganadores del evento, tuvieron la oportunidad de realizar una canción con Noel Schajris, exintegrante de Sin Bandera y el rapero puertorriqueño Vico C, titulada «Ya no mas».
Posteriormente, trabajaron un sencillo en colaboración con La Cuarta Tribu para apoyar su música y que las personas pudieran conocer de su talento. también de México, hasta lanzar su primer álbum en 2017 titulado La función debe continuar.
En 2018, comenzó una aceleración de su carrera al realizar diversas versiones de canciones del artista Redimi2, como «Trapstorno (Versión México)» junto a otros artistas mexicanos, asimismo, en el año siguiente «La Praxis (No apta para religiosos)», la cual es la versión más vista del tema entre todas las versiones que salieron, con más de 16 millones de reproducciones en YouTube superando en vistas incluso a la versión original de Redimi2.
En 2020, fueron parte de una polémica por una canción titulada «Con Cristo mejor», donde personas consideraron que iba dirigida a Cartel de Santa y C-Kan, sin embargo, ellos desmintieron el hecho y aclararon las dudas en un comunicado. A su vez, en el marco del evento La Resistencia de Redimi2, en la edición llevada a cabo en México, compartieron escenario con Marto y Ray Alonso, considerados como pioneros del rap mexicano. En este concierto, el rapero dominicano elogió a cada uno de los artistas y aplaudió el verso escrito e interpretado por Cris en la versión de «La Praxis».
En 2021, el sencillo «Cara a Cara», grabado en la Facultad de Jurisprudencia de la Universidad Autónoma de Coahuila (UAdeC), causó polémicas debido al tema que abordaba la canción acerca de la comunidad LGBTQ+. En 2023, grabarían junto a Marto y Redimi2 para el álbum Maverick del rapero dominicano en la canción «Like Marto».

## Discografía

### Álbumes de estudio
- 2017: La función debe continuar